# ساکتی (روسیه)
ساکتی (انگلیسی: Sakty) یک شهرک در شهرستان شارانسکی استان باشقیرستان کشور روسیه است.